# 丹訥格拉本河
丹訥格拉本河（德語：Dannergraben），是德國的河流，位於該國東南部，由巴伐利亞負責管轄，屬於梅納赫河的左支流，河道全長1.6公里，流域面積1.5平方公里。